# 拉艾代克托
拉艾代克托（法語：La Haye-d'Ectot，法語發音：[la ɛ dɛkto]）是法国芒什省的一个市镇，属于瑟堡区。

## 地理
拉艾代克托（49°23'31"N, 1°43'54"W）面积7.32 平方千米，位于法国诺曼底大区芒什省，该省份为法国西北部沿海省份，西、北、东北三面环大西洋，东起顺时针与卡爾瓦多斯省、奧恩省、马耶讷省和伊勒-维莱讷省接壤。
与拉艾代克托接壤的市镇（或旧市镇、城区）包括：博蒙地区索尔托斯维尔、滨河圣让、巴讷维尔-卡特雷、莱穆瓦捷达洛讷、科唐坦地区圣莫里斯。

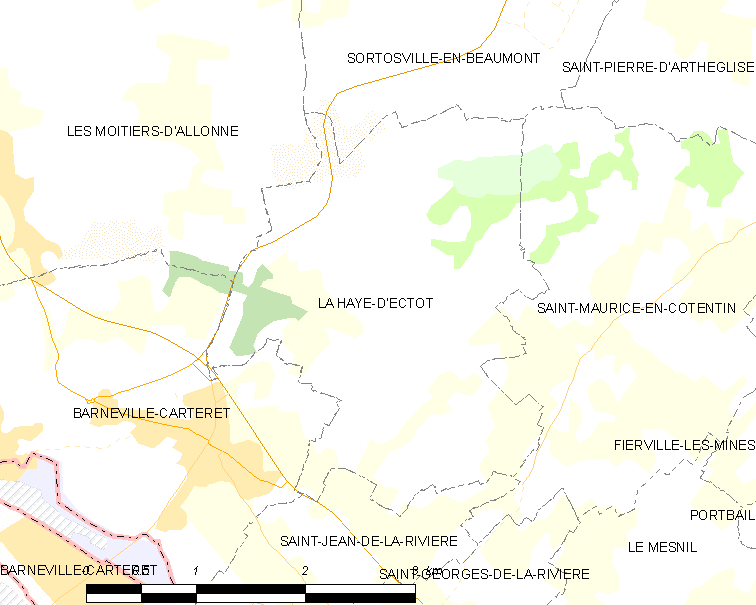
拉艾代克托的OSM定位图

拉艾代克托的时区为UTC+01:00、UTC+02:00（夏令时）。

## 行政
拉艾代克托的邮政编码为50270，INSEE市镇编码为50235。

## 政治
拉艾代克托所属的省级选区为莱皮约县。

## 人口

1962-2008年间拉艾代克托人口变化图示

拉艾代克托于2022年1月1日时的人口数量为285人。